# Юдинське сільське поселення (Великоустюзький район)
Ю́динське сільське поселення (рос. Юдинское сельское поселение) — сільське поселення у складі Великоустюзького району Вологодської області Росії.
Адміністративний центр — присілок Юдино.

## Населення
Населення сільського поселення становить 2747 осіб (2019; 2508 у 2010, 2505 у 2002).

## Історія
Будрінська сільська рада, Юдинська сільська рада та Ямженська сільська рада були утворені в 1924-1925 роках. Пізніше Будрінська та Ямженська сільради увійшли до складу Юдинської сільради. Станом на 1999 рік до складу сільради входили 48 населених пунктів. 2001 року ліквідовано присілок Зіновково.
Станом на 2002 рік до складу сільради входили присілки Аксьоново, Афуріно, Бобровниково, Будріно, Галкино, Глядково, Горка, Дем'яново, Дудино, Єзекієво, Журавлево, Запань Бобровниково, Заямжа, Золотавцево, Ільїнська, Калашово, Княгинино, Колпаково, Коншево, Коробениково, Коробово, Кузнецово, Кульнево, Купріяново, Нікуліно, Нокшино, Одуєво, Олбово, Пазухи, Пайкино, Петровська, Ріпино, Рогозинино, Савино, Сереброво, Слободка, Соколово, Сотниково, Сулінська, Уржумово, Федоровська, Холм, Хорхоріно, Шатрово, Юдино, селища Енергетик, Стріга. 2006 року сільрада була перетворена у сільське поселення, присілок Слободка переданий до складу Великоустюзького міського поселення.

## Склад
До складу сільського поселення входять:
| Населений пункт               | Населення, осіб (2002) | Населення, осіб (2010) |
| ----------------------------- | ---------------------- | ---------------------- |
| Аксьоново, присілок           | 53                     | 67                     |
| Афуріно, присілок             | 12                     | 4                      |
| Бобровниково, присілок        | 240                    | 228                    |
| Будріно, присілок             | 74                     | 83                     |
| Галкино, присілок             | 57                     | 53                     |
| Глядково, присілок            | 14                     | 19                     |
| Горка, присілок               | 7                      | 8                      |
| Дем'яново, присілок           | 36                     | 34                     |
| Дудино, присілок              | 10                     | 3                      |
| Енергетик, селище             | 112                    | 90                     |
| Єзекієво, присілок            | 1                      | 0                      |
| Журавлево, присілок           | 47                     | 57                     |
| Запань Бобровниково, присілок | 29                     | 40                     |
| Заямжа, присілок              | 2                      | 3                      |
| Золотавцево, присілок         | 354                    | 383                    |
| Ільїнська, присілок           | 0                      | 0                      |
| Калашово, присілок            | 48                     | 33                     |
| Княгинино, присілок           | 0                      | 0                      |
| Колпаково, присілок           | 9                      | 7                      |
| Коншево, присілок             | 2                      | 0                      |
| Коробейниково, присілок       | 265                    | 242                    |
| Коробово, присілок            | 11                     | 14                     |
| Кузнецово, присілок           | 0                      | 2                      |
| Кульнево, присілок            | 3                      | 4                      |
| Купріяново, присілок          | 4                      | 6                      |
| Нікуліно, присілок            | 18                     | 23                     |
| Нокшино, присілок             | 17                     | 14                     |
| Одуєво, присілок              | 0                      | 9                      |
| Олбово, присілок              | 0                      | 0                      |
| Пазухи, присілок              | 0                      | 0                      |
| Пайкино, присілок             | 1                      | 1                      |
| Петровська, присілок          | 20                     | 7                      |
| Ріпино, присілок              | 0                      | 0                      |
| Рогозинино, присілок          | 23                     | 29                     |
| Савино, присілок              | 1                      | 1                      |
| Сереброво, присілок           | 0                      | 0                      |
| Соколово, присілок            | 2                      | 4                      |
| Сотниково, присілок           | 60                     | 60                     |
| Стріга, селище                | 423                    | 374                    |
| Сулінська, присілок           | 27                     | 27                     |
| Уржумово, присілок            | 2                      | 8                      |
| Федоровська, присілок         | 14                     | 20                     |
| Холм, присілок                | 0                      | 0                      |
| Хорхоріно, присілок           | 67                     | 80                     |
| Шатрово, присілок             | 16                     | 10                     |
| Юдино, присілок               | 424                    | 461                    |